# كابتن مصر (فلم 1955)
كابتن مصر هو فيلم كوميدي ورياضي مصري عرض عام 1955، بطولة محمد الكحلاوي، إسماعيل ياسين، زهرة العلا، هدى شمس الدين، محمود المليجي، محمد التابعي، السيد بدير، من تأليف كمال محمد، وإخراج بهاء الدين شرف.

## قصة
تدور الأحداث حول شاب يعشق كرة القدم، ويسعى لأن يصبح لاعب محترف، على الرغم من معارضة أسرته، لكنه ينضم إلى فريق لكرة القدم ويبدأ بتحقيق الانتصارات مع الفريق، وفي نفس الوقت يقع بحب جارته، ويتفقا على الزواج، لكن هناك شاب ثري يسعى لإفساد تلك الزيجة، فهل سينجح؟.

## طاقم العمل
| - إسماعيل ياسين - محمد الكحلاوي - زهرة العلا - هدى شمس الدين - محمود المليجي - محمد التابعي - السيد بدير - ماري منيب | - زينات صدقي - عبد الحميد زكي - زينات علوي - عبد الحليم القلعاوي - عزيزة بدر - مؤمن إسماعيل - سميحة محمد - لطفي الحكيم | - عباس أحمد - محمد صبيح - ازهار محمد - هريدى عمران - عبد الرحمن فوزي - علي أحمد - زكي محمد حسن - جابر أحمد | - زكى فودة - نصيف مرجان - عزيز بدر - حسين إسماعيل - محمد شوقي - توفيق إسماعيل - محمد أبو السعود - علي كامل |